# Борислав Костић (агроном)
Борислав Костић (Стари Футог, 28. август 1897 — Београд, 28. јун 1956) био је инжењер агрономије. Обављао значајне послове и функције у настајању југословенске и српске пољопривреде и пољопривредне науке на подручју Војводине, као и на подручју високошколског образовања у Федеративној Народној Републици Југославији.

## Биографија
Борислав Костић је рођен у Старом Футогу, 28. августа 1897. Основну школу завршио је у Руми и Сурчину, а гимназију у Новом Саду у Великој српској православној гимназији. Пред избијање Првог светског рата, да не би био мобилисан у аустроугарску војску и да не би отишао у рат против Краљевине Србије, уписао је Богословију у Сремским Карловцима. Богословију је завршио у редовном року. После озавршетка Првог светског рата уписује у Загребу Агрономски факултет Свеучилишта у Загребу. 1923. године завршава Пољопривредни факултет са одличним успехом. После завршетка студија, једно време је управник једног угледног сремског пољопривредног добра. 1924. године је као стипендиста владе Краљевине Југославије специјализовао своја стручна знања на Универзитету у Халеу-Витенберг у Немачкој. Своја знања је усавршавао код познатог немачког професора универзитета Теодора Ремера. За стручни испит написао је обимну студију „Оплемењивање биља у Војводини“. Рад је бранио на Пољопривредном факултету у Загребу и оцењен је са одличним успехом и штампан је у „Гласнику“ Министарства пољопривреде 1926. г. Ускоро је постављен за шефа Агроботаничког одсека „Косанчић“, код Торже.
У међувремену је све време био управник државног добра „Косанчић“. 1938. г. постављен је за главног скретара Пољопривредне коморе Дунавске бановине. Године 1939. изабран је за председника Удружења агронома секције за Дунавску бановину. Под његовим руководством Пољопривредна комора Дунавске бановине је за кратко време постала добро изграђена установа са јасно одређеним циљевима и методама рада, као таква постала је узор свим осталим коморама у земљи.
До почетка Другог светског рата обављао је функцију главног уредника најбољег стручног часописа из области пољопривреде „Гласник“ (Пољопривредна комора Дунавске бановине). Часопис је имао за циљ да информише све запослене о раду Пољопривредне коморе, као и о стању, интересима и потребама наше пољопривреде. Све што је било у вези са интересима и потребама пољопривредника, пољопривреде и села налазило се у овом часопису. Активно сарађује и у листовима „Дан“ и „Летопис Матице српске“.
У току немачке окупације Краљевине Југославије у Другом светском рату сарађује са партизанским ослободилачким покретом. Након ослобођења Новог Сада, као члан Градског одбора, руководи градском привредом. Ускоро, по формирању Војне управе за Бачку и Барању, постаје шеф Привредног одсека и са тог положаја организује целокупни привредни живот и руководи целом привредом, у овој покрајини. Након оснивања Главног народног одбора АП Војводине, Костић постаје начелник Пољоприбредног одељења и на том положају остаје све до марта 1947. године.
Након тога постаје помоћник Министра пољопривреде Народне Републике Србије. На том положају био је од 1947-1949 године. Једадан је од оснивача Институту за економику пољопривреде НР Србије, који је основан 1949. године.
Израдио је планове развоја многих пољопривредних рејона који су резултат научног испитивања природних, економских и социјалних услова производње, испитивања садашњег стања и процене наших будућих потреба. Један је од оснивача и професора по позиву на Пољопривредном факултету у Новом Саду. Умро је 1956. године у Београду обављајући дужност продекана Пољопривредног факултета у Новом Саду.